# Gabriel Rodrigues dos Santos
Gabriel Rodrigues dos Santos (nascut el 5 de juny de 1981 a São Paulo), és un futbolista brasiler, que ocupa la posició de migcampista.
Va iniciar la seua carrera als clubs brasilers del São Paulo i el Fluminense. El gener del 2006 dona el salt a Europa per fitxar pel Málaga CF, de primera divisió espanyola. L'equip andalús no va poder evitar el descens i el jugador va ser cedit al Cruzeiro.
Retornaria el 2007 al seu antic club, el Fluminense, i al juliol del 2009 recala al Panathinaikos grec.
Va ser internacional amb la selecció brasilera en una ocasió, un amistós davant Guatemala el 2005.

## Títols
- Torneig Rio - São Paulo: 2001
- Campionat Paulista: 2002
- Copa de Rio de Janeiro: 2005
- Campionat Carioca: 2005